# Theridion coyoacan
Theridion coyoacan là một loài nhện trong họ Theridiidae.
Loài này thuộc chi Theridion. Theridion coyoacan được Herbert Walter Levi miêu tả năm 1959.